# Фёдоров, Евгений Павлович
Евгений Павлович Фёдоров (1909—1986) — советский и украинский астроном.

## Биография
Родился в Иркутске, в 1937 окончил Иркутский университет. В 1939—1941 работал ассистентом, старшим преподавателем, директором обсерватории Иркутского университета. В 1941—1944 — участник Великой Отечественной войны. В 1944—1947 — аспирант Главной астрономической обсерватории АН УССР, в 1947—1959 — научный сотрудник, учёный секретарь Полтавской гравиметрической обсерватории. В 1959—1973 директор Главной астрономической обсерватории АН УССР, в 1973—1979 — заведующий отделом фундаментальной астрометрии той же обсерватории, с 1979 — консультант.
Основные труды в области астрометрии, теоретических и практических аспектов вращения Земли и его связям с различными геофизическими процессами, а также вопросам построения координатных систем в астрономии и геодинамике. Широкую известность принесла Фёдорову его работа по раздельному определению коэффициентов главных членов нутации в наклонности и долготе из астрономических наблюдений за изменяемостью широт и сравнению этих коэффициентов со значениями, которые основывались на разработанной им теории вращения Земли как упругого тела. Сделал некоторые выводы о взаимодействии ядра и оболочки Земли. Результаты этих исследований опубликованы в его книге «Нутация и вынужденное движение полюсов Земли по данным широтных наблюдений» (1958, англ. пер. 1960). В 1951 предложил новую программу широтных наблюдений, предназначенную для изучения как периодических, так и медленных движений полюсов Земли; программа широко используется в СССР и за рубежом. Одним из первых внедрил в практику анализа астрономических наблюдений новые статистические методы, основанные на теории случайных функций. Основатель киевской школы изучения вращения Земли. В 1972 совместно со своими учениками опубликовал книгу «Движение полюсов Земли с 1890 по 1969 г.», в которой приведены сведения о всех широтных наблюдениях в обсерваториях мира и координаты полюсов за последние 80 лет в системе среднего полюса эпохи наблюдений. Разработал метод построения такой координатной системы в астрометрии, которая не зависит от параметров движения Земли по орбите и вокруг оси и основывается на измерениях угловых расстояний между небесными объектами; предложил более общий подход к проблеме ориентации координатных систем в космическом пространстве. Ответственный редактор (1965—1975) межведомственного сборника «Астрометрия и астрофизика», издававшегося Главной астрономической обсерваторией АН УССР. Занимался вопросами реорганизации Международной службы движения полюсов на основе новых, более прогрессивных идей. Был президентом Комиссии N 19 «Изучение изменяемости широт» Международного астрономического союза (1955—1961), председателем Комиссии по изучению вращения Земли Астрономического совета АН СССР (1962—1966).
Академик АН УССР (1969).
За активное участие в подготовке всемирного празднования 500-летнего юбилея Н. Коперника и вклад в астрономическую науку награждён золотым знаком ордена «За заслуги» ПНР.

## Публикации
- Нутация и вынужденное движение полюсов Земли по данным широтных наблюдений. — Киев, Изд-во АН УССР, 1958;
- Движение полюсов Земли с 1890 по 1969 гг. (в соавторстве). — Киев, «Наукова думка», 1972;
- О принципах построения координатных систем, применяемых в астрометрии. — В кн.: Системы координат в астрономии. — Ташкент, «Фан», 1971.